# Shelly-Ann Fraser-Pryce
Shelly-Ann Fraser-Pryce (tidligere Fraser; født 27. december 1986) er en jamaicansk sprinter og stafetløber, der primært deltager i 60 m, 100 m, 200 m-løb. Hun anses for at være en af de bedste sprintere nogensinde, på både kvindernes og mændenes side.
Fraser-Pryce opnåede hendes første store succes i 2000'erne og 2010'erne, hvor hun især grad hjalp med at sætte jamaicansk atletik på verdenskortet. Hun er to gange olympiske mester i disciplinen 100-meterløb og fire gange verdensmester. I 200-meterløb, har hun vundet én olympisk sølvmedalje og en VM-guld.
Hun vandt hendes første OL-guldmedalje ved Sommer-OL 2008 i Beijing, hvor hun blev den første caribiske kvinde til at vinde OL-guld på 100 meter-distancen. Ved Sommer-OL 2012 i London, blev hun af bare tre kvinder i historien, til at forsvare hendes OL-titel. Efter skader vandt hun bronze ved Sommer-OL 2016 i Rio de Janeiro og sølv ved Sommer-OL 2020 i Tokyo, hvilket gør hende til den eneste kvinde til at vinde medaljer på 100-meterløb.
Ved VM i atletik er Fraser-Pryce også en af de mest anerkendte og vindende sprintere, med i alt 10 guldmedaljer (inkl. ved VM i indendørs atletik) og to sølvmedaljer. Hun er den eneste person nogensinde til at vinde fire gange på 100-meterløb i 2009, 2013, 2015 og 2019. Hendes medalje i 2019, gjorde hende i en alder af 32 år den ældste, og den første mor i 24 år, til at vinde en 100-meterløbstitel. Ved VM 2013 i Moskva blev hun den første kvinde at vinde på både 100 m, 200 m og 4 × 100m ved et enkelt verdensmesterskab, og blev samtidig også nomineret til World Athlete of the Year af World Athletes.
Fraser-Pryce har vundet flere 100-meterløbtitler end nogen anden kvinde i historien. Hendes personlige bedste tid er 10.63 sekunder på 100-meteren, hvilket gør hende til den tredje hurtigste kvinde nogensinde. World Athletics har også hyldet hende som "den bedste kvindelige sprinter nogensinde"." I 2019 var hun på den engelske TV-station BBC's liste over de 100 mest inspirerende og indflydelsesrige kvinder i verden.